# Fyli
Fyli (tiếng Hy Lạp: ?) là một khu tự quản ở vùng Attiki, Hy Lạp. Khu tự quản Fyli có diện tích 109 km², dân số theo điều tra ngày 18 tháng 3 năm 2001 là 39137 người.